# Panetela compacta
Panetela compacta är en kräftdjursart som beskrevs av Malyutina och Oleg Grigor'evich Kussakin 1996. Panetela compacta ingår i släktet Panetela och familjen Nannoniscidae. Inga underarter finns listade i Catalogue of Life.